# Großsteingrab Schmatzin
Das Großsteingrab Schmatzin (auch Teufelskirchhof genannt) ist eine megalithische Grabanlage der jungsteinzeitlichen Trichterbecherkultur bei Schmatzin im Landkreis Vorpommern-Greifswald (Mecklenburg-Vorpommern).

## Lage
Das Grab befindet sich etwa 2 km westnordwestlich des Ortszentrums von Schmatzin in einer kleinen Baumgruppe auf einem Feld.

## Beschreibung
Auf die Existenz eines Großsteingrabs weist vor allem der Flurname „Teufelskirchhof“ hin. Die Anlage selbst ist zwar noch erkennbar, aber so schlecht erhalten, dass keine Aussagen zu ihrer ursprünglichen Beschaffenheit mehr möglich sind.